# Мен Егертон H
Мен Егертон H (енгл. Mann Egerton Type H) је једноседи британски ловачки авион. Авион је први пут полетео 1917. године. 

Највећа брзина у хоризонталном лету је износила 182 km/h. Маса празног авиона је износила 798 килограма а нормална полетна маса 1055 килограма.

## Наоружање
| Наоружање авиона: Мен Егертон  |     |
| Ватрено (стрељачко) наоружање  |     |
| Топ                            |     |
| Митраљез                       |     |
| Број и ознака митраљеза        | 1+1 |
| Калибар                        | 7,7 |
| Бомбардерско наоружање (бомбе) |     |
| Ракетно наоружање (ракете)     |     |